# Вілька Нурецька
Вілька Нурецька (Вулька-Нужецька, пол. Wólka Nurzecka) — село в Польщі, у гміні Нурець-Станція Сім'ятицького повіту Підляського воєводства. Населення — 179 осіб (2011).

## Історія
Вперше згадується 1592 року. Належало до маєтності Нурець.
У 1975—1998 роках село належало до Білостоцького воєводства.

## Демографія
Демографічна структура станом на 31 березня 2011 року:
|          | Загалом | Допрацездатний вік | Працездатний вік | Постпрацездатний вік |
| -------- | ------- | ------------------ | ---------------- | -------------------- |
| Чоловіки | 89      | 2                  | 54               | 33                   |
| Жінки    | 90      | 5                  | 17               | 68                   |
| Разом    | 179     | 7                  | 71               | 101                  |